# نادي سلتيك نايشون
نادي سلتيك نايشون هو نادي كرة قدم بريطاني أٌسس عام 2005. يلعب النادي في الدوري الشمالي لكرة القدم ‏.